# Política da Eslováquia

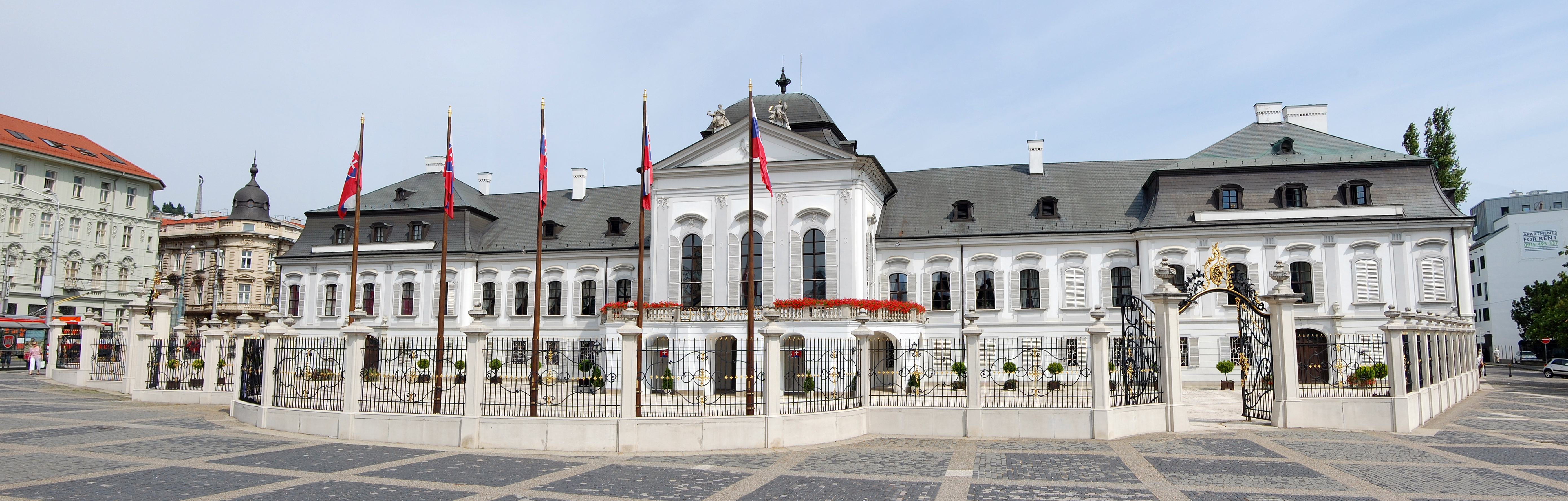
Palácio de Grassalkovich, sede do executivo.

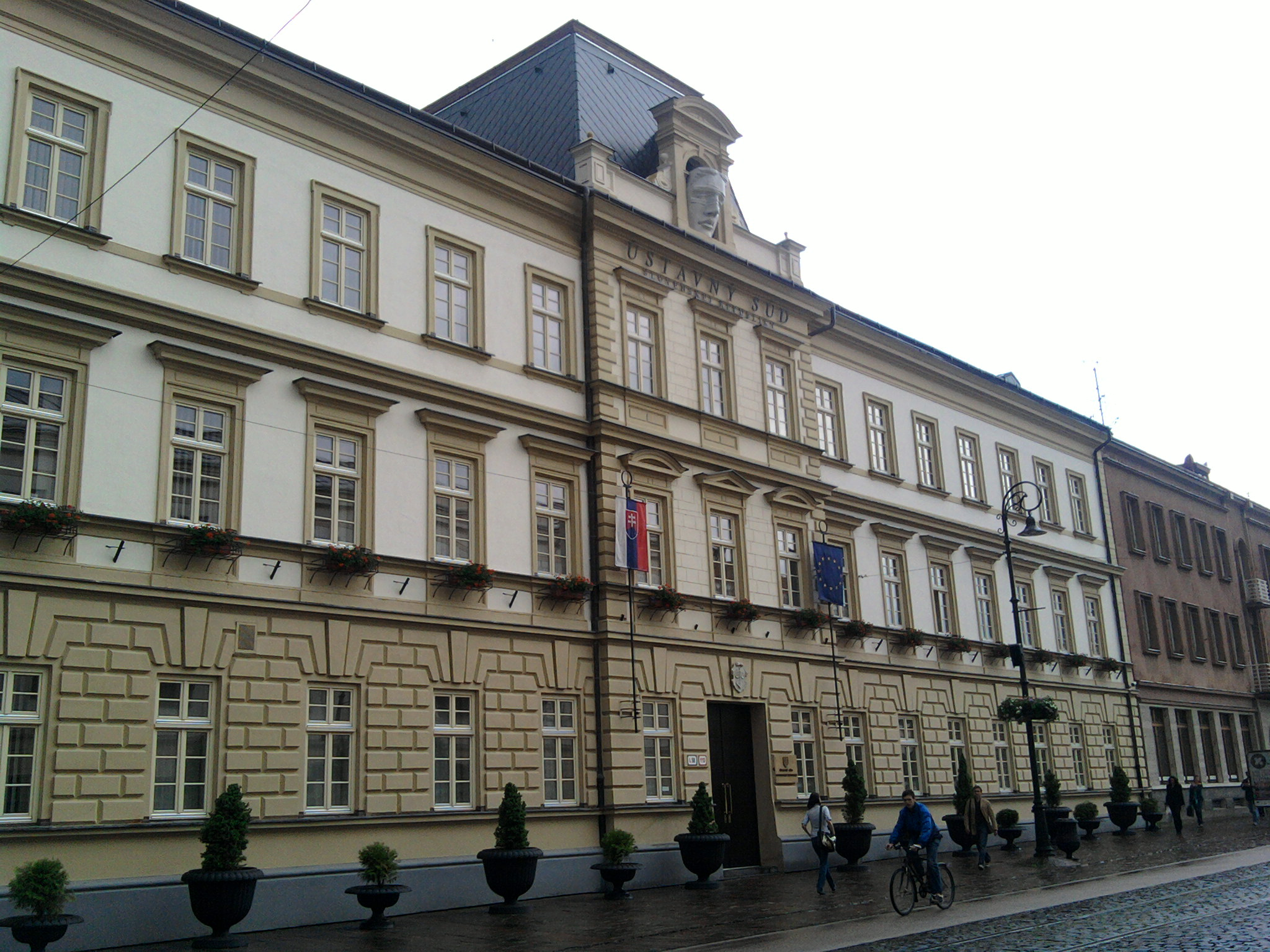
Corte Constitucional da Eslováquia.

O Chefe de Estado do país é o presidente, eleito para um mandato de 5 anos. Atualmente é Zuzana Čaputová. A maioria das funções do poder executivo é exercida pelo primeiro-ministro e normalmente pertence ao maior partido da coalizão de governo e é indicado pelo presidente. O atual primeiro-ministro é Ľudovít Ódor.
O mais alto corpo legislativo da Eslováquia é o Conselho Nacional da República Eslovaca, unicameral, com 150 assentos. Os delegados são eleitos para um mandato de 4 anos com base na representação proporcional.
O cenário político eslovaco comporta um amplo espectro de partidos políticos incluindo vários partidos social-democratas e o nacionalista Partido Nacional Eslovaco (SNS), mas a influência dos partidos nacionalistas e de esquerda caiu muito nos últimos anos (o SNS, por exemplo, já não ocupa o parlamento desde 2002.
O país entrou para a OTAN em 29 de março de 2004 e para a União Europeia em 1 de maio de 2004.
Capital: Bratislava
Divisão administrativa: 8 regiões (kraje, singular - kraj); Banskobystrický, Bratislavský, Košický, Nitriansky, Prešovský, Trenčiansky, Trnavský, Žilinský
Forma de governo: democracia parlamentar.